# Ручейный переулок (Сестрорецк)
Руче́йный переу́лок — переулок в городе Сестрорецке Курортного района Санкт-Петербурга. Проходит от 6-й линии до 5-й линии. Далее продолжается Линейным переулком.
Название появилось в 1960-х годах. Связано с тем, что переулок проходит рядом с Горским ручьем.